# Travailleuses, travailleurs

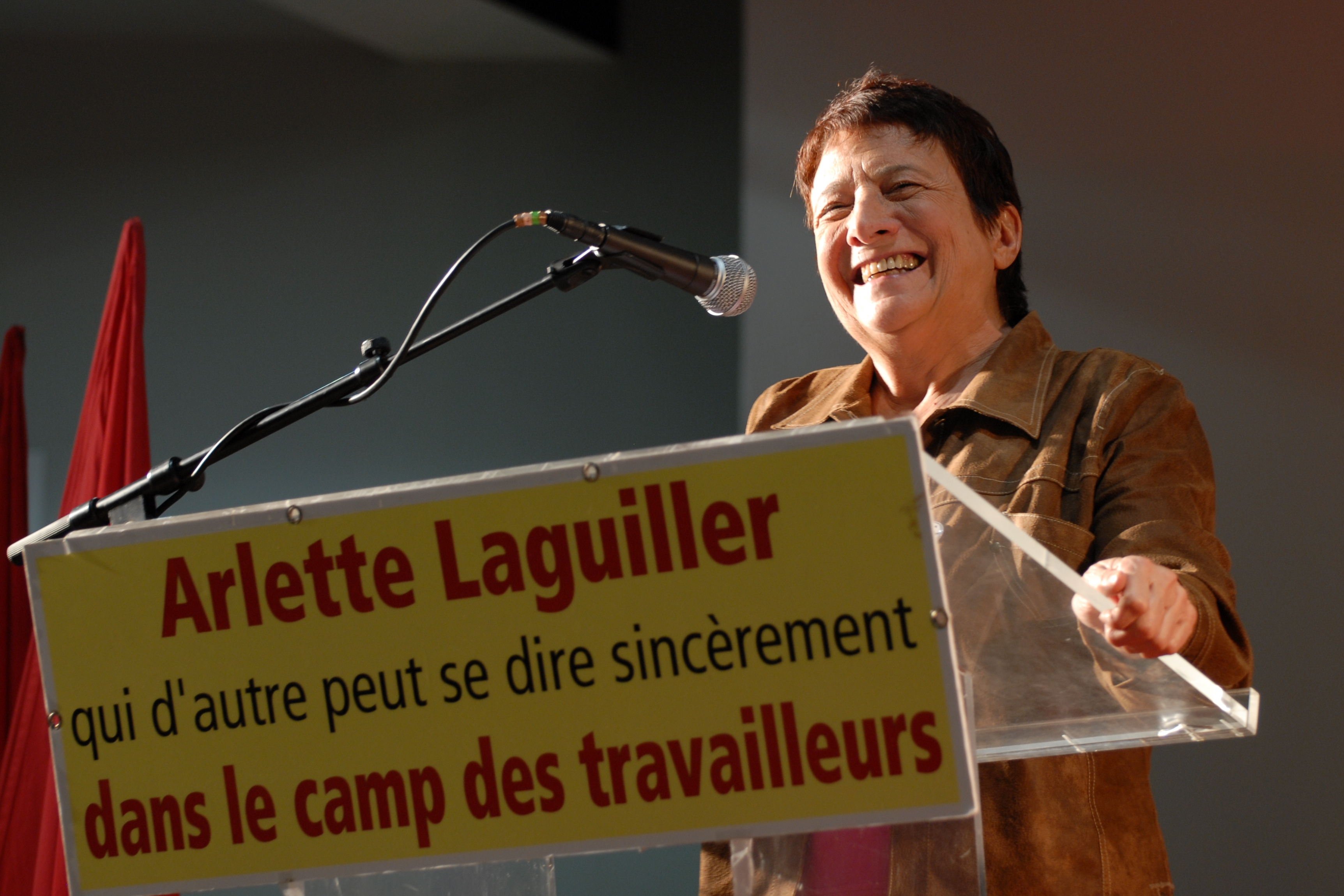
Arlette Laguiller lors d'une réunion publique à Toulouse, dans le cadre de l'élection présidentielle française de 2007.

« Travailleuses, travailleurs » est une adresse qui ouvre traditionnellement les discours politiques de la militante trotskiste française Arlette Laguiller, porte-parole de l'organisation Lutte ouvrière de 1973 à 2008 et candidate, à six reprises, à l'élection présidentielle française de la Cinquième République. Depuis le retrait d'Arlette Laguiller de la vie politique publique, il est utilisé par la porte-parole de Lutte ouvrière Nathalie Arthaud.

## Description et postérité
Cette interpellation, du fait de son rituel systématique en introduction de ses discours de campagne et de ses professions de foi, est devenue célèbre en France, et emblématique de son auteur. Elle est souvent reprise et exploitée par les humoristes et imitateurs français pour faire référence à la personne d'Arlette Laguiller. Ils accolent parfois à cette formule un « on vous exploite, on vous spolie ». Ainsi, l'expression est devenue une des « répliques cultes » dans l'émission humoristique Les Guignols de l'info diffusée de 1990 à 2015.
Cette forme d'adresse diffère des formes d'adresses classiques traditionnellement utilisées dans les discours politiques en France, telles que « Mes chers concitoyens », « Mes chers compatriotes », ou encore « Françaises, Français ». Son emploi a pour but de désigner et d'identifier la catégorie ou classe sociale de l'électeur à laquelle elle s'adresse, là où l'usage de « concitoyen », « compatriote » pointe la collectivité politique, civique ou patriotique dans son ensemble. 
En 2023, l'historien Jean-Marie Salamito publie un ouvrage sur le travail, l'économie et l'esclavage dans la pensée des Pères de l'Église. Avec humour et provocation, il intitule celui-ci Travailleuses, travailleurs ! Les Pères de l'Église et l'économie (éd. Salvator).